# Campeonato Paulista de Futebol de 2020
A Série A1 do Campeonato Paulista de Futebol de 2020, ou Paulistão Sicredi 2020 por motivos de patrocínio, foi a 80.ª edição do campeonato organizado pela Federação Paulista de Futebol da principal divisão do futebol paulista. Foi disputada por 16 clubes entre os dias 22 de janeiro e 8 de agosto. 
O campeonato teve como campeão o Palmeiras, que levou a melhor nas finais da competição em relação ao vice-campeão Corinthians, após dois jogos empatados, com vencedor decidido em cobrança de pênaltis.
Em março de 2020, após reunião da FPF (Federação Paulista de futebol), a edição foi suspensa por tempo indeterminado, devido à recente pandemia de COVID-19 no Brasil. No dia 22 de julho, o governo do estado de São Paulo permitiu a volta do campeonato somente em algumas cidades; assim, algumas as equipes tiveram que mandar seus jogos longe de suas sedes e todas com portões fechados.
A competição marcou a volta da Inter de Limeira, clube que foi campeão do Paulistão em 1986 e que não disputava a elite desde 2005 e também pela volta do Santo André, que estava ausente da elite desde 2018. Conta também com a participação dos 13 clubes mais bem colocados no ano anterior e o Água Santa, que herdou a vaga do RB Brasil, rebaixado à Série A2 por ter se fundido com o Bragantino e o regulamento não permitir dois clubes da mesma empresa na mesma divisão.

## Regulamento
O campeonato foi disputado por dezesseis clubes divididos em quatro grupos. Na primeira fase, os times enfrentaram apenas os clubes dos outros grupos, totalizando doze rodadas. As partidas foram divididas em duas. Uma partida no primeiro tempo e outra no segundo. Os dois melhores classificados de cada chave avançaram às quartas-de-final. Todos os confrontos da fase eliminatória foram em jogo único com exceção da final que acontecereu em dois jogos e, em caso de empate em pontos (uma vitória para cada time ou dois empates), o primeiro critério de desempate era o saldo de gols na fase final. Os dois times que somaram menos pontos na primeira fase foram rebaixados, independentemente dos grupos em que jogaram.
Além disso, os três clubes mais bem classificados que não pertençam a nenhuma divisão do Campeonato Brasileiro ganharão vaga na Série D de 2021. Caso entre esses estivessem as seguintes equipes: Botafogo-SP, Bragantino, Corinthians, Guarani, Ituano,Oeste, Palmeiras, Ponte Preta, Santos  ou São Paulo, cada um deles estaria automaticamente fora da disputa, abrindo espaço para uma outra equipe. 
O campeonato adotará o VAR a partir das quartas-de-final

### Critérios de desempate
Caso haja empate de pontos entre dois clubes, os critérios de desempates são aplicados na seguinte ordem:

1. Número de vitórias

2. Saldo de gols

3. Gols marcados

4. Número de cartões vermelhos

5. Número de cartões amarelos

6. Sorteio

## Equipes participantes
| Aumento | Equipes promovidas da Série A2 de 2019 |

| - Equipe            | Cidade            | Em 2019 | Estádio                   | Material Esportivo | Títulos             |
| ------------------- | ----------------- | ------- | ------------------------- | ------------------ | ------------------- |
| Água Santa*         | Diadema           | 3º (A2) | Distrital do Inamar       | Karilu             | 0                   |
| Botafogo-SP         | Ribeirão Preto    | 13º     | Santa Cruz                | Kappa              | 0                   |
| Corinthians         | São Paulo         | 1º      | Arena Corinthians         | Nike               | 30 (último em 2019) |
| Ferroviária         | Araraquara        | 7º      | Fonte Luminosa            | Lupo               | 0                   |
| Guarani             | Campinas          | 11º     | Brinco de Ouro            | Topper             | 0                   |
| Inter de Limeira    | Limeira           | 2º (A2) | Major José Levy Sobrinho  | Dubal Sports       | 1 (em 1986)         |
| Ituano              | Itu               | 8º      | Novelli Júnior            | Kanxa              | 2 (último em 2014)  |
| Mirassol            | Mirassol          | 12º     | José Maria de Campos Maia | Kanxa              | 0                   |
| Novorizontino       | Novo Horizonte    | 6º      | Jorge Ismael de Biasi     | Kanxa              | 0                   |
| Oeste               | Barueri           | 10º     | Arena Barueri             | Deka               | 0                   |
| Palmeiras           | São Paulo         | 3º      | Allianz Parque            | Puma               | 22 (último em 2008) |
| Ponte Preta         | Campinas          | 9º      | Moisés Lucarelli          | Topper             | 0                   |
| Red Bull Bragantino | Bragança Paulista | 14º     | Nabi Abi Chedid           | Nike               | 1 (em 1990)         |
| Santos              | Santos            | 4º      | Vila Belmiro              | Umbro              | 22 (último em 2016) |
| Santo André         | Santo André       | 1º (A2) | Bruno José Daniel         | Icone Sports       | 0                   |
| São Paulo           | São Paulo         | 2º      | Morumbi                   | Adidas             | 21 (último em 2005) |

- O Água Santa, 3º colocado da Série A2 de 2019, ocupará a vaga do Red Bull Brasil, que se saiu da competição após a empresa adquirir o Bragantino, abrindo sua vaga no Série A2.[7]

## Estádios
| Água Santa | Botafogo-SP | Corinthians | Ferroviária | Guarani | Inter de Limeira          |
| --- | --- | --- | --- | --- | ------------------------- |
| Distrital do Inamar | Santa Cruz | Arena Corinthians | Fonte Luminosa | Brinco de Ouro | Limeirão                  |
| Capacidade: 10 000 | Capacidade: 29 292 | Capacidade: 47 605 | Capacidade: 20 000 | Capacidade: 29 130 | Capacidade: 18 000        |
| | | | | |                           |
| Ituano | \| Água Santa Botafogo Red Bull Bragantino Ferroviária Ituano Inter de Limeira Mirassol Novorizontino Oeste Santo André Santos São Paulo Campinas Equipes de Campinas: Guarani Ponte Preta Equipes de São Paulo: Corinthians Palmeiras São PauloLocalização das equipes participantes da Série A1 de 2019. Grupos: A / B / C / D \| | \| Água Santa Botafogo Red Bull Bragantino Ferroviária Ituano Inter de Limeira Mirassol Novorizontino Oeste Santo André Santos São Paulo Campinas Equipes de Campinas: Guarani Ponte Preta Equipes de São Paulo: Corinthians Palmeiras São PauloLocalização das equipes participantes da Série A1 de 2019. Grupos: A / B / C / D \| | \| Água Santa Botafogo Red Bull Bragantino Ferroviária Ituano Inter de Limeira Mirassol Novorizontino Oeste Santo André Santos São Paulo Campinas Equipes de Campinas: Guarani Ponte Preta Equipes de São Paulo: Corinthians Palmeiras São PauloLocalização das equipes participantes da Série A1 de 2019. Grupos: A / B / C / D \| | \| Água Santa Botafogo Red Bull Bragantino Ferroviária Ituano Inter de Limeira Mirassol Novorizontino Oeste Santo André Santos São Paulo Campinas Equipes de Campinas: Guarani Ponte Preta Equipes de São Paulo: Corinthians Palmeiras São PauloLocalização das equipes participantes da Série A1 de 2019. Grupos: A / B / C / D \| | Mirassol                  |
| Dr. Novelli Júnior | \| Água Santa Botafogo Red Bull Bragantino Ferroviária Ituano Inter de Limeira Mirassol Novorizontino Oeste Santo André Santos São Paulo Campinas Equipes de Campinas: Guarani Ponte Preta Equipes de São Paulo: Corinthians Palmeiras São PauloLocalização das equipes participantes da Série A1 de 2019. Grupos: A / B / C / D \| | \| Água Santa Botafogo Red Bull Bragantino Ferroviária Ituano Inter de Limeira Mirassol Novorizontino Oeste Santo André Santos São Paulo Campinas Equipes de Campinas: Guarani Ponte Preta Equipes de São Paulo: Corinthians Palmeiras São PauloLocalização das equipes participantes da Série A1 de 2019. Grupos: A / B / C / D \| | \| Água Santa Botafogo Red Bull Bragantino Ferroviária Ituano Inter de Limeira Mirassol Novorizontino Oeste Santo André Santos São Paulo Campinas Equipes de Campinas: Guarani Ponte Preta Equipes de São Paulo: Corinthians Palmeiras São PauloLocalização das equipes participantes da Série A1 de 2019. Grupos: A / B / C / D \| | \| Água Santa Botafogo Red Bull Bragantino Ferroviária Ituano Inter de Limeira Mirassol Novorizontino Oeste Santo André Santos São Paulo Campinas Equipes de Campinas: Guarani Ponte Preta Equipes de São Paulo: Corinthians Palmeiras São PauloLocalização das equipes participantes da Série A1 de 2019. Grupos: A / B / C / D \| | José Maria de Campos Maia |
| Capacidade: 18 560 | \| Água Santa Botafogo Red Bull Bragantino Ferroviária Ituano Inter de Limeira Mirassol Novorizontino Oeste Santo André Santos São Paulo Campinas Equipes de Campinas: Guarani Ponte Preta Equipes de São Paulo: Corinthians Palmeiras São PauloLocalização das equipes participantes da Série A1 de 2019. Grupos: A / B / C / D \| | \| Água Santa Botafogo Red Bull Bragantino Ferroviária Ituano Inter de Limeira Mirassol Novorizontino Oeste Santo André Santos São Paulo Campinas Equipes de Campinas: Guarani Ponte Preta Equipes de São Paulo: Corinthians Palmeiras São PauloLocalização das equipes participantes da Série A1 de 2019. Grupos: A / B / C / D \| | \| Água Santa Botafogo Red Bull Bragantino Ferroviária Ituano Inter de Limeira Mirassol Novorizontino Oeste Santo André Santos São Paulo Campinas Equipes de Campinas: Guarani Ponte Preta Equipes de São Paulo: Corinthians Palmeiras São PauloLocalização das equipes participantes da Série A1 de 2019. Grupos: A / B / C / D \| | \| Água Santa Botafogo Red Bull Bragantino Ferroviária Ituano Inter de Limeira Mirassol Novorizontino Oeste Santo André Santos São Paulo Campinas Equipes de Campinas: Guarani Ponte Preta Equipes de São Paulo: Corinthians Palmeiras São PauloLocalização das equipes participantes da Série A1 de 2019. Grupos: A / B / C / D \| | Capacidade: 15 000        |
| | \| Água Santa Botafogo Red Bull Bragantino Ferroviária Ituano Inter de Limeira Mirassol Novorizontino Oeste Santo André Santos São Paulo Campinas Equipes de Campinas: Guarani Ponte Preta Equipes de São Paulo: Corinthians Palmeiras São PauloLocalização das equipes participantes da Série A1 de 2019. Grupos: A / B / C / D \| | \| Água Santa Botafogo Red Bull Bragantino Ferroviária Ituano Inter de Limeira Mirassol Novorizontino Oeste Santo André Santos São Paulo Campinas Equipes de Campinas: Guarani Ponte Preta Equipes de São Paulo: Corinthians Palmeiras São PauloLocalização das equipes participantes da Série A1 de 2019. Grupos: A / B / C / D \| | \| Água Santa Botafogo Red Bull Bragantino Ferroviária Ituano Inter de Limeira Mirassol Novorizontino Oeste Santo André Santos São Paulo Campinas Equipes de Campinas: Guarani Ponte Preta Equipes de São Paulo: Corinthians Palmeiras São PauloLocalização das equipes participantes da Série A1 de 2019. Grupos: A / B / C / D \| | \| Água Santa Botafogo Red Bull Bragantino Ferroviária Ituano Inter de Limeira Mirassol Novorizontino Oeste Santo André Santos São Paulo Campinas Equipes de Campinas: Guarani Ponte Preta Equipes de São Paulo: Corinthians Palmeiras São PauloLocalização das equipes participantes da Série A1 de 2019. Grupos: A / B / C / D \| |                           |
| Novorizontino | \| Água Santa Botafogo Red Bull Bragantino Ferroviária Ituano Inter de Limeira Mirassol Novorizontino Oeste Santo André Santos São Paulo Campinas Equipes de Campinas: Guarani Ponte Preta Equipes de São Paulo: Corinthians Palmeiras São PauloLocalização das equipes participantes da Série A1 de 2019. Grupos: A / B / C / D \| | \| Água Santa Botafogo Red Bull Bragantino Ferroviária Ituano Inter de Limeira Mirassol Novorizontino Oeste Santo André Santos São Paulo Campinas Equipes de Campinas: Guarani Ponte Preta Equipes de São Paulo: Corinthians Palmeiras São PauloLocalização das equipes participantes da Série A1 de 2019. Grupos: A / B / C / D \| | \| Água Santa Botafogo Red Bull Bragantino Ferroviária Ituano Inter de Limeira Mirassol Novorizontino Oeste Santo André Santos São Paulo Campinas Equipes de Campinas: Guarani Ponte Preta Equipes de São Paulo: Corinthians Palmeiras São PauloLocalização das equipes participantes da Série A1 de 2019. Grupos: A / B / C / D \| | \| Água Santa Botafogo Red Bull Bragantino Ferroviária Ituano Inter de Limeira Mirassol Novorizontino Oeste Santo André Santos São Paulo Campinas Equipes de Campinas: Guarani Ponte Preta Equipes de São Paulo: Corinthians Palmeiras São PauloLocalização das equipes participantes da Série A1 de 2019. Grupos: A / B / C / D \| | Oeste                     |
| Dr. Jorge Ismael de Biasi | \| Água Santa Botafogo Red Bull Bragantino Ferroviária Ituano Inter de Limeira Mirassol Novorizontino Oeste Santo André Santos São Paulo Campinas Equipes de Campinas: Guarani Ponte Preta Equipes de São Paulo: Corinthians Palmeiras São PauloLocalização das equipes participantes da Série A1 de 2019. Grupos: A / B / C / D \| | \| Água Santa Botafogo Red Bull Bragantino Ferroviária Ituano Inter de Limeira Mirassol Novorizontino Oeste Santo André Santos São Paulo Campinas Equipes de Campinas: Guarani Ponte Preta Equipes de São Paulo: Corinthians Palmeiras São PauloLocalização das equipes participantes da Série A1 de 2019. Grupos: A / B / C / D \| | \| Água Santa Botafogo Red Bull Bragantino Ferroviária Ituano Inter de Limeira Mirassol Novorizontino Oeste Santo André Santos São Paulo Campinas Equipes de Campinas: Guarani Ponte Preta Equipes de São Paulo: Corinthians Palmeiras São PauloLocalização das equipes participantes da Série A1 de 2019. Grupos: A / B / C / D \| | \| Água Santa Botafogo Red Bull Bragantino Ferroviária Ituano Inter de Limeira Mirassol Novorizontino Oeste Santo André Santos São Paulo Campinas Equipes de Campinas: Guarani Ponte Preta Equipes de São Paulo: Corinthians Palmeiras São PauloLocalização das equipes participantes da Série A1 de 2019. Grupos: A / B / C / D \| | Arena Barueri             |
| Capacidade: 12 398 | \| Água Santa Botafogo Red Bull Bragantino Ferroviária Ituano Inter de Limeira Mirassol Novorizontino Oeste Santo André Santos São Paulo Campinas Equipes de Campinas: Guarani Ponte Preta Equipes de São Paulo: Corinthians Palmeiras São PauloLocalização das equipes participantes da Série A1 de 2019. Grupos: A / B / C / D \| | \| Água Santa Botafogo Red Bull Bragantino Ferroviária Ituano Inter de Limeira Mirassol Novorizontino Oeste Santo André Santos São Paulo Campinas Equipes de Campinas: Guarani Ponte Preta Equipes de São Paulo: Corinthians Palmeiras São PauloLocalização das equipes participantes da Série A1 de 2019. Grupos: A / B / C / D \| | \| Água Santa Botafogo Red Bull Bragantino Ferroviária Ituano Inter de Limeira Mirassol Novorizontino Oeste Santo André Santos São Paulo Campinas Equipes de Campinas: Guarani Ponte Preta Equipes de São Paulo: Corinthians Palmeiras São PauloLocalização das equipes participantes da Série A1 de 2019. Grupos: A / B / C / D \| | \| Água Santa Botafogo Red Bull Bragantino Ferroviária Ituano Inter de Limeira Mirassol Novorizontino Oeste Santo André Santos São Paulo Campinas Equipes de Campinas: Guarani Ponte Preta Equipes de São Paulo: Corinthians Palmeiras São PauloLocalização das equipes participantes da Série A1 de 2019. Grupos: A / B / C / D \| | Capacidade: 31 452        |
| | \| Água Santa Botafogo Red Bull Bragantino Ferroviária Ituano Inter de Limeira Mirassol Novorizontino Oeste Santo André Santos São Paulo Campinas Equipes de Campinas: Guarani Ponte Preta Equipes de São Paulo: Corinthians Palmeiras São PauloLocalização das equipes participantes da Série A1 de 2019. Grupos: A / B / C / D \| | \| Água Santa Botafogo Red Bull Bragantino Ferroviária Ituano Inter de Limeira Mirassol Novorizontino Oeste Santo André Santos São Paulo Campinas Equipes de Campinas: Guarani Ponte Preta Equipes de São Paulo: Corinthians Palmeiras São PauloLocalização das equipes participantes da Série A1 de 2019. Grupos: A / B / C / D \| | \| Água Santa Botafogo Red Bull Bragantino Ferroviária Ituano Inter de Limeira Mirassol Novorizontino Oeste Santo André Santos São Paulo Campinas Equipes de Campinas: Guarani Ponte Preta Equipes de São Paulo: Corinthians Palmeiras São PauloLocalização das equipes participantes da Série A1 de 2019. Grupos: A / B / C / D \| | \| Água Santa Botafogo Red Bull Bragantino Ferroviária Ituano Inter de Limeira Mirassol Novorizontino Oeste Santo André Santos São Paulo Campinas Equipes de Campinas: Guarani Ponte Preta Equipes de São Paulo: Corinthians Palmeiras São PauloLocalização das equipes participantes da Série A1 de 2019. Grupos: A / B / C / D \| |                           |
| Palmeiras | Ponte Preta | Red Bull Bragantino | Santo André | Santos | São Paulo                 |
| Allianz Parque | Moisés Lucarelli | Nabi Abi Chedid | Bruno José Daniel | Vila Belmiro | Morumbi                   |
| Capacidade: 43 713 | Capacidade: 19 728 | Capacidade: 17 128 | Capacidade: 8 000 | Capacidade: 16 795 | Capacidade: 72 039        |
| | | | | |                           |
| Água Santa Botafogo Red Bull Bragantino Ferroviária Ituano Inter de Limeira Mirassol Novorizontino Oeste Santo André Santos São Paulo Campinas Equipes de Campinas: Guarani Ponte Preta Equipes de São Paulo: Corinthians Palmeiras São PauloLocalização das equipes participantes da Série A1 de 2019. Grupos: A / B / C / D | | | | |                           |

### Outros estádios
Além dos estádios de mando usual, outros estádios foram utilizados devido a punições de perda de mando de campo impostas pelo Superior Tribunal de Justiça Desportiva ou por conta de problemas de interdição dos estádios usuais ou simplesmente por opção dos clubes em mandar seus jogos em outros locais, geralmente buscando uma melhor renda.

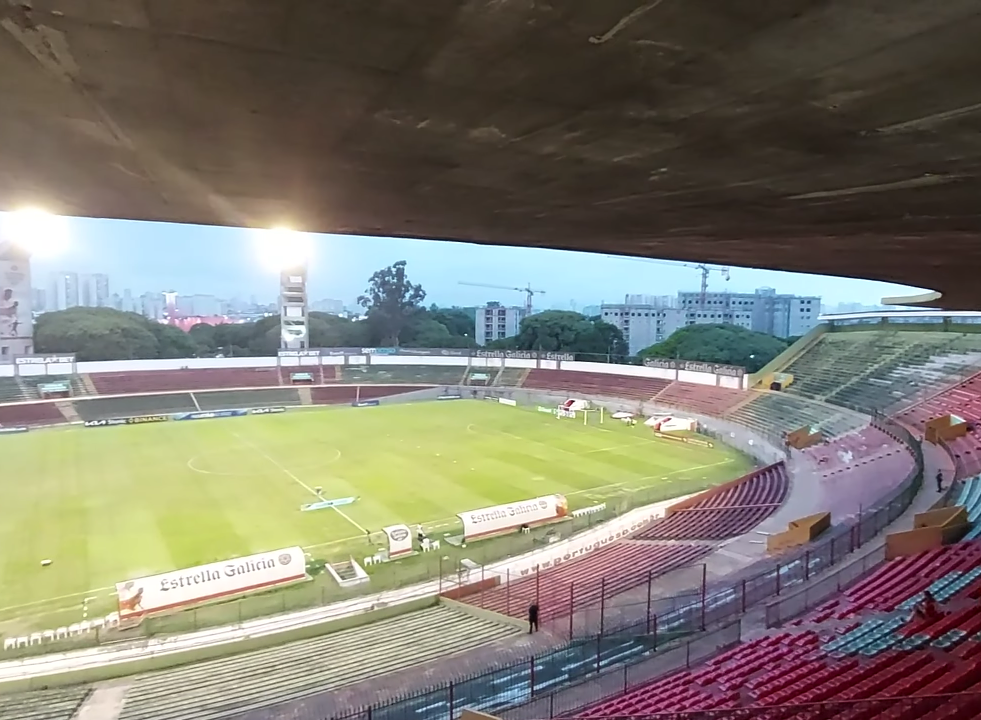
Canindé (São Paulo)
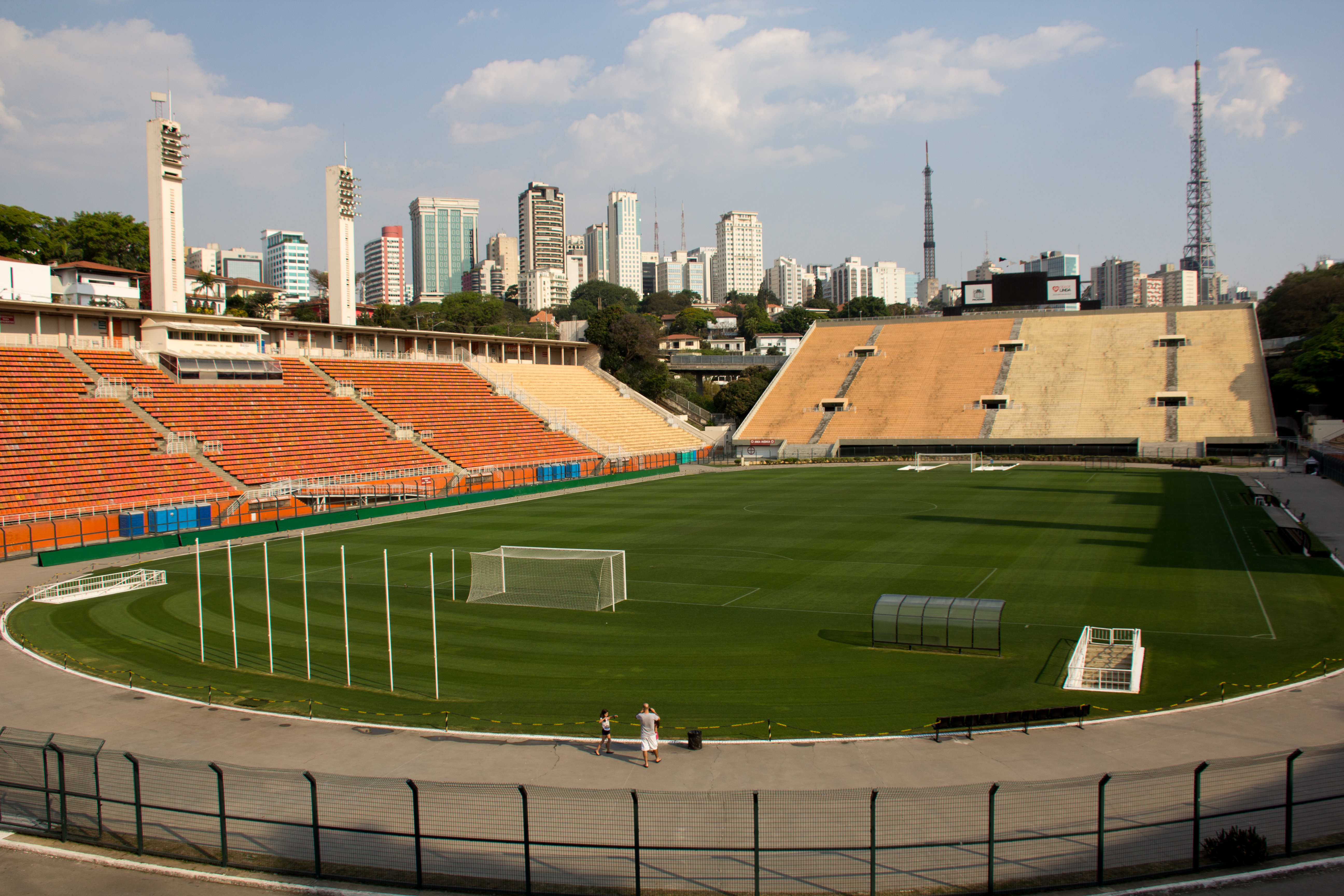
Pacaembu (São Paulo)
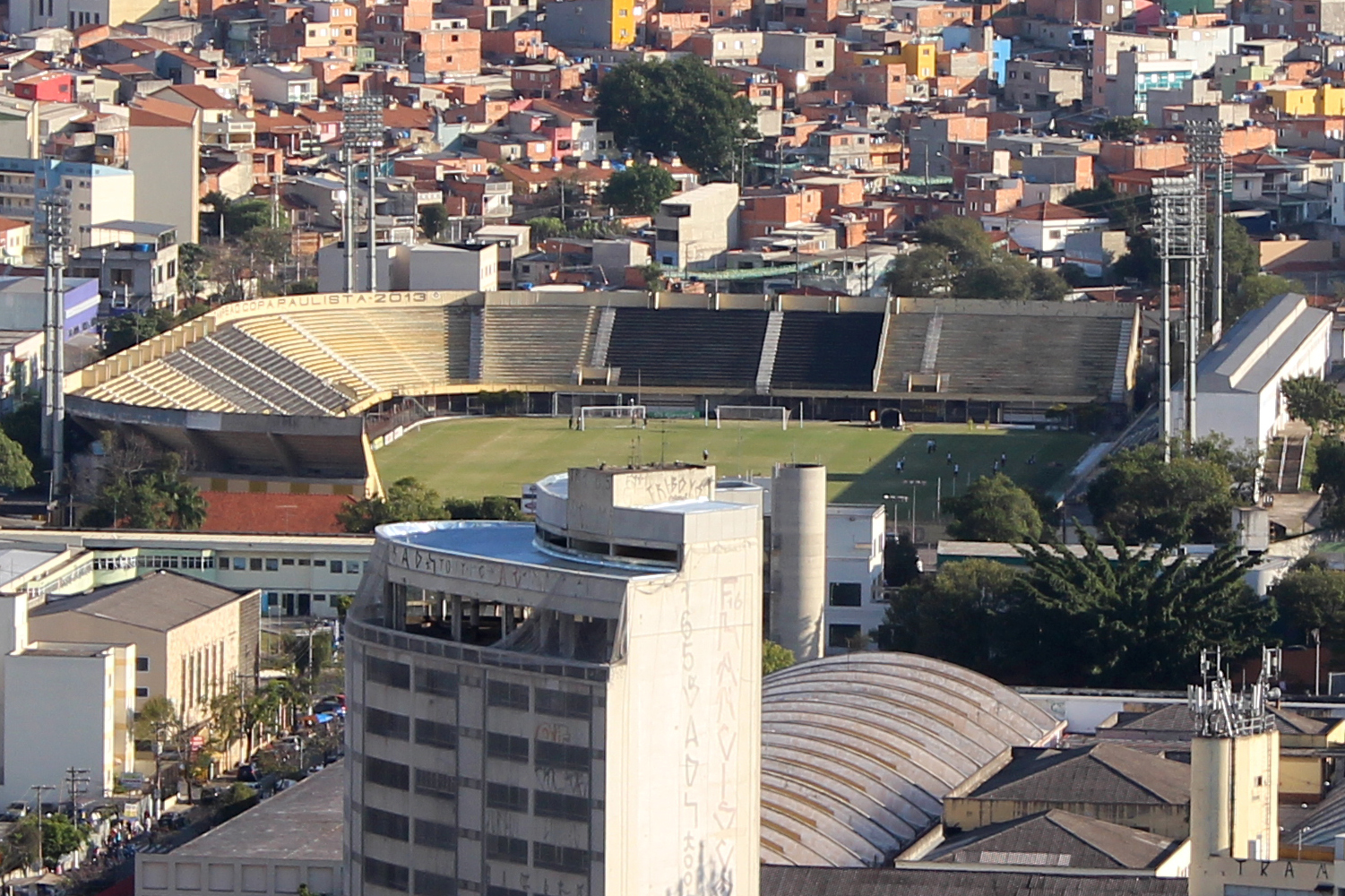
Primeiro de Maio (São Bernardo do Campo)

Também foi utilizado o José Liberatti (Osasco)

## Primeira fase

### Grupo A
|  | v d e |

### Grupo B
|  | v d e |

### Grupo C
|  | v d e |

### Grupo D
|  | v d e |

## Confrontos (primeira fase)
|                  | AGS | BOT | COR | FER | GUA | ITL | ITU | MIR | NOV | OES | PAL | PON | RBB | SAD | SAN | SPA |
| ---------------- | --- | --- | --- | --- | --- | --- | --- | --- | --- | --- | --- | --- | --- | --- | --- | --- |
| Água Santa       | —   |     | 2–1 | 1–0 |     | 1–1 | 1–1 | 0–0 | 0–2 |     |     |     |     |     |     |     |
| Botafogo         | 1–1 | —   |     |     | 2–0 | 2–1 |     | 0–6 |     |     |     | 0–1 |     |     |     | 1–0 |
| Corinthians      |     | 4–1 | —   |     |     | 0–1 | 1–1 |     |     |     | 1–0 |     |     | 1–1 | 2–0 |     |
| Ferroviária      |     | 1–0 |     | —   |     | 2–0 |     | 1–1 | 0–0 |     |     | 1–1 |     |     | 0–0 | 1–2 |
| Guarani          | 0–0 |     |     |     | —   |     |     |     | 1–1 |     |     | 3–2 |     | 2–1 | 1–2 | 1–3 |
| Inter de Limeira |     |     |     |     | 0–4 | —   |     |     | 0–1 | 2–1 | 0–0 | 2–1 |     | 0–1 |     |     |
| Ituano           |     | 2–2 |     | 0–0 | 0–2 |     | —   |     |     |     | 0–4 | 1–0 |     |     | 2–0 |     |
| Mirassol         |     |     | 1–1 |     | 1–1 |     |     | —   |     | 1–0 |     | 0–1 | 2–0 | 1–0 |     |     |
| Novorizontino    |     |     | 1–1 |     |     |     | 0–0 | 1–1 | —   | 2–0 |     |     | 0–0 |     | 3–2 |     |
| Oeste            |     | 3–0 | 0–2 | 1–5 | 1–1 |     | 1–0 |     |     | —   |     |     |     |     |     | 0–4 |
| Palmeiras        | 2–1 |     |     | 1–1 | 1–0 |     |     | 3–1 |     | 4–0 | —   |     |     |     | 0–0 | 0–0 |
| Ponte Preta      |     |     | 2–1 | 1–1 |     |     |     |     | 2–0 |     | 0–1 | —   | 1–2 | 2–3 |     |     |
| RB Bragantino    | 4–0 | 2–0 |     |     |     | 0–1 | 2–1 |     |     | 3–0 | 2–1 |     | —   |     |     |     |
| Santo André      | 1–0 |     |     | 2–1 |     |     | 1–3 |     |     | 0–1 |     |     | 1–0 | —   |     | 2–1 |
| Santos           |     | 2–0 |     |     |     | 2–0 |     | 3–1 |     |     | 0–0 |     | 0–0 | 1–1 | —   |     |
| São Paulo        | 2–0 |     | 0–0 |     |     |     |     |     | 1–1 |     |     | 2–1 | 2–3 |     | 2–1 | —   |

| Vitória do mandante; Vitória do visitante; Empate. | Em vermelho os jogos da próxima rodada; Em negrito os jogos "clássicos". |

## Desempenho por rodada

### Grupo A
Clubes que lideraram o Grupo A ao final de cada rodada:
| 1   | 2 | 3 | 4 | 5 | 6 | 7 | 8 | 9 | 10 | 11 | 12 |
| SAN |   |   |   |   |   |   |   |   |    |    |    |

Clubes que ficaram na lanterna no Grupo A ao final de cada rodada:
| 1   | 2   | 3   | 4   | 5   | 6   | 7   | 8   | 9   | 10  | 11  | 12  |
| OES | AGS | AGS | AGS | OES | OES | OES | OES | OES | PON | OES | OES |

### Grupo B
Clubes que lideraram o Grupo B ao final de cada rodada:
| 1   | 2   | 3   | 4   | 5   | 6   | 7   | 8   | 9   | 10  | 11  | 12  |
| PAL | NOV | SAD | SAD | SAD | SAD | SAD | SAD | SAD | SAD | SAD | PAL |

Clubes que ficaram na lanterna no Grupo B ao final de cada rodada:
| 1   | 2 | 3 | 4 | 5 | 6 | 7 | 8 | 9 | 10 | 11 | 12 |
| BOT |   |   |   |   |   |   |   |   |    |    |    |

### Grupo C
Clubes que lideraram o Grupo C ao final de cada rodada:
| 1   | 2   | 3   | 4   | 5   | 6   | 7   | 8   | 9   | 10  | 11  | 12  |
| SPA | SPA | SPA | SPA | ITL | ITL | SPA | SPA | SPA | SPA | SPA | SPA |

Clubes que ficaram na lanterna no Grupo C ao final de cada rodada:
| 1   | 2 | 3 | 4 | 5 | 6 | 7 | 8 | 9 | 10 | 11 | 12 |
| ITU |   |   |   |   |   |   |   |   |    |    |    |

### Grupo D
Clubes que lideraram o Grupo D ao final de cada rodada:
| 1   | 2   | 3   | 4   | 5   | 6   | 7   | 8   | 9   | 10  | 11  | 12  |
| GUA | COR | GUA | COR | GUA | GUA | GUA | RBB | RBB | RBB | RBB | RBB |

Clubes que ficaram na lanterna no Grupo D ao final de cada rodada:
| 1   | 2   | 3   | 4   | 5   | 6   | 7   | 8   | 9   | 10  | 11  | 12  |
| RBB | RBB | FER | FER | FER | FER | FER | COR | COR | FER | FER | FER |

## Troféu do Interior
Em itálico, os times que possuem o mando de campo e em negrito os times vencedores.
|  | Quartas de final 29 de julho | Quartas de final 29 de julho | Quartas de final 29 de julho |                     |                          | Semifinais 1 de agosto | Semifinais 1 de agosto | Semifinais 1 de agosto |  |  | Final 4 de agosto | Final 4 de agosto | Final 4 de agosto |
|  |                              |                              |                              |                     |                          |                        |                        |                        |  |  |                   |                   |                   |
|  |                              | Ferroviária                  | 0                            |                     |                          |                        |                        |                        |  |  |                   |                   |                   |
|  |                              | Inter de Limeira             | 2                            |                     |                          |                        |                        |                        |  |  |                   |                   |                   |
|  |                              | Inter de Limeira             | 2                            |                     | Inter de Limeira         | 1                      |                        |                        |  |  |                   |                   |                   |
|  |                              |                              |                              |                     | Inter de Limeira         | 1                      |                        |                        |  |  |                   |                   |                   |
|  |                              |                              | Guarani                      | 2                   |                          |                        |                        |                        |  |  |                   |                   |                   |
|  |                              | Guarani (pen)                | Guarani                      | 2                   | 1 (11)                   |                        |                        |                        |  |  |                   |                   |                   |
|  |                              | Guarani (pen)                |                              |                     | 1 (11)                   |                        |                        |                        |  |  |                   |                   |                   |
|  |                              | Ituano                       | 1 (10)                       |                     |                          |                        |                        |                        |  |  |                   |                   |                   |
|  |                              |                              |                              |                     |                          |                        |                        |                        |  |  |                   | Guarani           | 0                 |
|  |                              |                              |                              | Red Bull Bragantino | 1                        |                        |                        |                        |  |  |                   |                   |                   |
|  |                              | Red Bull Bragantino          | ----                         |                     |                          |                        |                        |                        |  |  |                   |                   |                   |
|  |                              | ----                         | ----                         |                     |                          |                        |                        |                        |  |  |                   |                   |                   |
|  |                              | ----                         | ----                         |                     | Red Bull Bragantino(pen) | 1 (4)                  |                        |                        |  |  |                   |                   |                   |
|  |                              |                              |                              |                     | Red Bull Bragantino(pen) | 1 (4)                  |                        |                        |  |  |                   |                   |                   |
|  |                              |                              | Botafogo-SP                  | 1(3)                |                          |                        |                        |                        |  |  |                   |                   |                   |
|  |                              | Novorizontino                | Botafogo-SP                  | 1(3)                | 0                        |                        |                        |                        |  |  |                   |                   |                   |
|  |                              | Novorizontino                |                              |                     | 0                        |                        |                        |                        |  |  |                   |                   |                   |
|  |                              | Botafogo-SP                  | 2                            |                     |                          |                        |                        |                        |  |  |                   |                   |                   |

## Fase final
Em itálico, os times que possuem o mando de campo e em negrito os times vencedores.
- Os confrontos das semifinais são definidos de acordo com a classificação geral dos semifinalistas. Numa semifinal o time com a melhor campanha enfrenta o time com a quarta melhor campanha. Na outra, o time com a segunda melhor campanha enfrenta o time com a terceira melhor campanha.

|  | Quartas de final 29 e 30 de julho | Quartas de final 29 e 30 de julho | Quartas de final 29 e 30 de julho |                 |             | Semifinais 2 de agosto | Semifinais 2 de agosto | Semifinais 2 de agosto |  |  | Final 5 e 8 de agosto | Final 5 e 8 de agosto | Final 5 e 8 de agosto | Final 5 e 8 de agosto | Final 5 e 8 de agosto |
|  |                                   |                                   |                                   |                 |             |                        |                        |                        |  |  |                       |                       |                       |                       |                       |
|  |                                   | Red Bull Bragantino               | 0                                 |                 |             |                        |                        |                        |  |  |                       |                       |                       |                       |                       |
|  |                                   | Corinthians                       | 2                                 |                 |             |                        |                        |                        |  |  |                       |                       |                       |                       |                       |
|  |                                   | Corinthians                       | 2                                 |                 | Corinthians | 1                      |                        |                        |  |  |                       |                       |                       |                       |                       |
|  |                                   |                                   |                                   |                 | Corinthians | 1                      |                        |                        |  |  |                       |                       |                       |                       |                       |
|  |                                   |                                   | Mirassol                          | 0               |             |                        |                        |                        |  |  |                       |                       |                       |                       |                       |
|  |                                   | São Paulo                         | Mirassol                          | 0               | 2           |                        |                        |                        |  |  |                       |                       |                       |                       |                       |
|  |                                   | São Paulo                         |                                   |                 | 2           |                        |                        |                        |  |  |                       |                       |                       |                       |                       |
|  |                                   | Mirassol                          | 3                                 |                 |             |                        |                        |                        |  |  |                       |                       |                       |                       |                       |
|  |                                   |                                   |                                   |                 |             |                        |                        |                        |  |  |                       | Corinthians           | 0                     | 1                     |                       |
|  |                                   |                                   |                                   | Palmeiras (pen) | 0           | 1                      |                        |                        |  |  |                       |                       |                       |                       |                       |
|  |                                   | Palmeiras                         | 2                                 |                 |             |                        |                        |                        |  |  |                       |                       |                       |                       |                       |
|  |                                   | Santo André                       | 0                                 |                 |             |                        |                        |                        |  |  |                       |                       |                       |                       |                       |
|  |                                   | Santo André                       | 0                                 |                 | Palmeiras   | 1                      |                        |                        |  |  |                       |                       |                       |                       |                       |
|  |                                   |                                   |                                   |                 | Palmeiras   | 1                      |                        |                        |  |  |                       |                       |                       |                       |                       |
|  |                                   |                                   | Ponte Preta                       | 0               |             |                        |                        |                        |  |  |                       |                       |                       |                       |                       |
|  |                                   | Santos                            | Ponte Preta                       | 0               | 1           |                        |                        |                        |  |  |                       |                       |                       |                       |                       |
|  |                                   | Santos                            |                                   |                 | 1           |                        |                        |                        |  |  |                       |                       |                       |                       |                       |
|  |                                   | Ponte Preta                       | 3                                 |                 |             |                        |                        |                        |  |  |                       |                       |                       |                       |                       |

### Finais

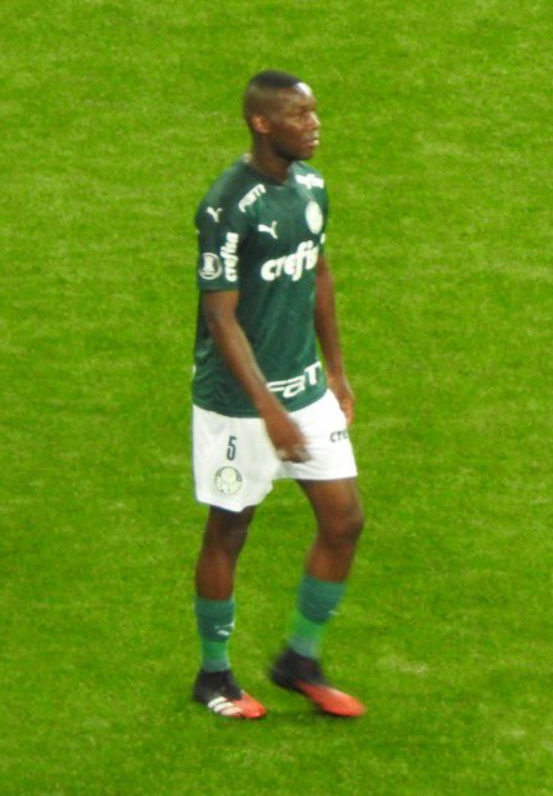
Patrick de Paula, jovem herói do título do Palmeiras contra o Corinthians no Campeonato Paulista de 2020

Como na maior parte do campeonato, os dois jogos finais foram disputados, de maneira inédita, com os portões fechados ao público, em razão da pandemia. Após a primeira final, criticada por imprensa e torcida pela qualidade, terminar empatada por 0 a 0 na Arena Corinthians, a finalíssima foi disputada na arena alviverde em 8 de agosto, dia no qual o Brasil ultrapassou a marca de 100 mil mortos pela covid-19.
A primeira finalíssima de Campeonato Paulista sem público e em grama artificial contava com vitória do Palmeiras por 1 a 0 (gol de Luiz Adriano) até os 51 minutos do segundo tempo, quando o atacante Jô foi derrubado pelo zagueiro Gustavo Gomez na grande área alviverde no último segundo da partida, num dos momentos mais incríveis da história do Derby Paulista. 
Para desespero de um time que se preparava para soltar o grito de campeão e esperança para uma equipe praticamente derrotada, o Corinthians, com o mesmo Jô cobrando penalidade máxima, empatou a partida e levou a disputa para os pênaltis.
Nas cobranças alternadas, o goleiro alvinegro Cássio defendeu uma penalidade, mas o goleiro alviverde Weverton defendeu duas e virou herói do jogo. A cobrança que definiu o título histórico alviverde ficou com o novato Patrick de Paula, recém-chegado das categorias de base do alviverde e que, dois anos antes, havia disputado a Taça das Favelas do Rio de Janeiro.

## Premiação
| Campeonato Paulista de Futebol de 2020 |
| -------------------------------------- |
| Palmeiras Campeão (23.º título)        |

| Campeonato Paulista de Futebol do Interior de 2020 |
| -------------------------------------------------- |
| Red Bull Bragantino Campeão (1.º título)           |

## Classificação geral
Os clubes rebaixados são definidos pela classificação geral e não pela classificação de seus respectivos grupos.    
|  |                                           |
|  | Classificados Semifinais                  |
|  | Eliminados Troféu do Interior             |
|  | Classificados Final do Troféu do Interior |
|  | Rebaixados                                |

## Artilharia
Atualizado em 31 de julho
| Gols | Jogador        | Equipe              |
| ---- | -------------- | ------------------- |
| 7    | Ytalo          | Red Bull Bragantino |
| 6    | Júnior Todinho | Guarani             |
| 6    | Pablo          | São Paulo           |
| 6    | Willian        | Palmeiras           |
| 5    | Camilo         | Mirassol            |
| 5    | Mauro Boselli  | Corinthians         |
| 5    | Ronaldo        | Santo André         |

## Seleção do campeonato
| Posição          | Jogador                             | Clube              |
| Goleiro          | Cássio                              | Corinthians        |
| Lateral-direito  | Fagner                              | Corinthians        |
| Zagueiro         | Gil                                 | Corinthians        |
| Zagueiro         | Felipe Melo                         | Palmeiras          |
| Lateral-esquerdo | Edimar                              | Bragantino         |
| Volante          | Patrick de Paula                    | Palmeiras          |
| Volante          | João Paulo                          | Ponte Preta        |
| Meia             | Daniel Alves                        | São Paulo          |
| Atacante         | Artur                               | Bragantino         |
| Atacante         | Willian                             | Palmeiras          |
| Atacante         | Soteldo                             | Santos             |
| Técnico          | Vanderlei Luxemburgo/Ricardo Catalá | Palmeiras/Mirassol |
| ---------------- | ----------------------------------- | ------------------ |

- Revelação: Patrick de Paula (Palmeiras)
- Craque da Galera: Felipe Melo (Palmeiras)
- Craque do Interior: Artur (Bragantino)
- Craque do Campeonato: Artur (Bragantino)

Fonte:

### Hat-tricks
| Jogador         | Clube       | Adversário  | Placar | Data           | Ref.   |
| --------------- | ----------- | ----------- | ------ | -------------- | ------ |
| Mauro Boselli   | Corinthians | Botafogo-SP | 4–1    | 23 de janeiro  | [ 18 ] |
| Willian         | Palmeiras   | Oeste       | 4–0    | 29 de janeiro  | [ 19 ] |
| Felipe Ferreira | Ferroviária | Oeste       | 5–1    | 1 de fevereiro | [ 20 ] |

## Públicos
Para efeitos de comparação, os números considerados são do público presente (incluindo os pagantes e não pagantes).

### Média
As médias de público são calculadas manualmente, levando-se em conta o relatório oficial emitido pela FPF, disponíveis no site oficial.

Atualizado em 10 de fevereiro
| Pos. | Time                | Média  | Total  | Mandos | Maior  | Menor  | Arrecadação     | Ticket Médio |
| ---- | ------------------- | ------ | ------ | ------ | ------ | ------ | --------------- | ------------ |
| 1    | Corinthians         | 30 969 | 92 906 | 3      | 40 669 | 24 512 | R$ 4 436 721,13 | R$ 47,75     |
| 2    | São Paulo           | 25 587 | 76 761 | 3      | 44 208 | 14 060 | R$ 2 392 404,69 | R$ 27,73     |
| 3    | Palmeiras           | 14 961 | 29 921 | 2      | 15 173 | 14 748 | R$ 1 552 627,05 | R$ 51,89     |
| 4    | Red Bull Bragantino | 7 594  | 15 188 | 2      | 9 866  | 5 322  | R$ 204 860,00   | R$ 13,49     |
| 5    | Santos              | 7 117  | 21 350 | 3      | 12 412 | 3 519  | R$ 820 915,00   | R$ 38,45     |
| 6    | Ferroviária         | 6 755  | 13 509 | 2      | 10 940 | 2 569  | R$ 532 635,00   | R$ 39,43     |
| 7    | Mirassol            | 6 561  | 19 683 | 3      | 11 951 | 3 728  | R$ 733 412,00   | R$ 37,26     |
| 8    | Guarani             | 5 638  | 11 275 | 2      | 8 432  | 2 843  | R$ 229 678,00   | R$ 20,37     |
| 9    | Água Santa          | 4 838  | 14 514 | 3      | 5 736  | 3 163  | R$ 299 120,00   | R$ 20,61     |
| 10   | Ituano              | 4 598  | 9 196  | 2      | 8 049  | 1 147  | R$ 455 495,00   | R$ 49,53     |
| 11   | Inter de Limeira    | 3 422  | 6 843  | 2      | 4 489  | 2 354  | R$ 179 470,00   | R$ 26,23     |
| 12   | Ponte Preta         | 3 324  | 9 972  | 3      | 4 037  | 2 253  | R$ 274 090,00   | R$ 27,48     |
| 13   | Santo André         | 2 865  | 8 595  | 3      | 6 404  | 1 077  | R$ 421 685,00   | R$ 49,06     |
| 14   | Botafogo-SP         | 2 179  | 4 358  | 2      | 2 513  | 1 845  | R$ 53 075,00    | R$ 12,18     |
| 15   | Novorizontino       | 1 738  | 5 212  | 3      | 2 286  | 1 324  | R$ 78 890,00    | R$ 15,14     |
| 16   | Oeste               | 923    | 2 768  | 3      | 1 143  | 613    | R$ 27 570,00    | R$ 9,96      |

## Técnicos
| Equipe              | Técnico                                                   |
| ------------------- | --------------------------------------------------------- |
| Água Santa          | Fernando Marchiori (1ª—3ª) Pintado (4ª—)                  |
| Botafogo-SP         | Wagner Lopes (1ª—6ª) Claudinei Oliveira (7ª—)             |
| Corinthians         | Tiago Nunes (1ª—)                                         |
| Ferroviária         | Sérgio Soares (1ª—)                                       |
| Guarani             | Thiago Carpini (1ª—)                                      |
| Inter de Limeira    | Elano (1ª—)                                               |
| Ituano              | Vinícius Bergantin (1ª—)                                  |
| Mirassol            | Ricardo Catalá (1ª—)                                      |
| Novorizontino       | Roberto Fonseca (1ª—)                                     |
| Oeste               | Renan Freitas (1ª—)                                       |
| Palmeiras           | Vanderlei Luxemburgo (1ª—)                                |
| Ponte Preta         | Gilson Kleina (1ª—6ª) João Brigatti (7ª—)                 |
| Red Bull Bragantino | Vinicius Munhoz (interino) (1ª—2ª) Felipe Conceição (3ª—) |
| Santos              | Jesualdo Ferreira (1ª—)                                   |
| Santo André         | Paulo Roberto Santos (1ª—)                                |
| São Paulo           | Fernando Diniz (1ª—)                                      |

### Mudança de Técnicos
| Clube               | Antecessor                 | Motivo      | Data            | Última partida                 | Rod | Pos          | Sucessor           | Ref.          |
| ------------------- | -------------------------- | ----------- | --------------- | ------------------------------ | --- | ------------ | ------------------ | ------------- |
| Red Bull Bragantino | Vinicius Munhoz (interino) | Substituído | 27 de janeiro   | Santos 0–0 Red Bull Bragantino | 1ª  | 4° (Grupo D) | Felipe Conceição   | [ 21 ]        |
| Água Santa          | Fernando Marchiori         | Demitido    | 30 de janeiro   | Santo André 1–0 Água Santa     | 3ª  | 4° (Grupo A) | Pintado            | [ 22 ] [ 23 ] |
| Botafogo-SP         | Wagner Lopes               | Demitido    | 16 de fevereiro | Botafogo-SP 1–1 Água Santa     | 6ª  | 4° (Grupo B) | Claudinei Oliveira | [ 24 ] [ 25 ] |
| Ponte Preta         | Gilson Kleina              | Demitido    | 18 de fevereiro | Ituano 1–0 Ponte Preta         | 6ª  | 2° (Grupo A) | João Brigatti      | [ 26 ] [ 27 ] |

## Transmissão
A Rede Globo detém todos os direitos de transmissão para a temporada de 2020 pela TV aberta. 

### Jogos transmitidos pelaRede Globopara o estado de SP

#### Primeira fase
- 1ª rodada - Nenhum jogo foi transmitido pela TV aberta nessa rodada
- 2ª rodada - Palmeiras 0–0 São Paulo - 26 de janeiro (Dom) - 16:00 (transmitido para os Estados de SP, PR, DF e TO)
- 3ª rodada - Nenhum jogo foi transmitido pela TV aberta nessa rodada
- 4ª rodada - Red Bull Bragantino 2–1 Palmeiras - 2 de fevereiro (Dom) - 16:00  (transmitido para os Estados de SP, PR e TO)
- 5ª rodada - Corinthians 0–1 Inter de Limeira - 9 de fevereiro (Dom) - 16:00  (transmitido para os Estados de SP, PR e TO)
- 6ª rodada - Palmeiras 3–1 Mirassol - 16 de fevereiro (Dom) - 16:00 (transmitido para os Estados de SP, PR, DF e TO)
- 7ª rodada - Ituano 2–0 Santos - 22 de fevereiro (Sáb) - 16:30 (transmitido para os Estados de SP, PR, DF e TO)
- 8ª rodada - Corinthians 1–1 Santo André - 26 de fevereiro (Qua) - 21:30 (transmitido para os Estados de SP, PR, TO, AP, RO, RR, AC, AM e BA)
- 8ª rodada - São Paulo 2–1 Ponte Preta - 1 de março (Dom) - 16:00 (transmitido para os Estados de SP, PR, DF e TO)
- 9ª rodada - Botafogo-SP 1–0 São Paulo - 8 de março (Dom) - 16:00 (transmitido para os Estados de SP, PR e TO)
- 10ª rodada - Corinthians 1–1 Ituano - 15 de março (Dom) - 16:00 (transmitido para os Estados de SP, TO, PR e DF)
- 11ª rodada - Corinthians 1–0 Palmeiras - 22 de julho (Qua) - 21:30 (transmitido para os Estados de SP, AC, AL, DF, GO, MA, MS, MT, PB, PI, PR, RN, RO, SE e TO)
- 12ª rodada - Guarani 1–3 São Paulo - 26 de julho (Dom) - 16:00 (transmitido para os Estados de SP, PR, GO, TO, MT, MS, SE, AL, PB, RN, PI, MA, RO, AC e DF)

#### Fase final
- Quartas de final/Jogo único - Palmeiras 2–0 Santo André - 29 de julho (Qua) - 21:30 (transmitido para os Estados de AC, AL, DF, GO, MA, MS, MT, PB, PI, PR, RN, RO, SE, SP e TO)
- Semifinal/Jogo único - Corinthians 1–0 Mirassol - 2 de agosto (Dom) - 16:00 (transmitido para a cidade de Resende/RJ e para os Estados de PR, SP, ES, GO, TO, MS, MT, SE, AL, PB, RN, CE, PI, MA, PA, AM, RO, AC, RR, AP e DF)
- Final/Jogo de ida - Corinthians 0–0 Palmeiras - 5 de agosto (Qua) - 21:30 (transmitido para a cidade de Resende/RJ e para os Estados de PR, SP, ES, GO, TO, MS, MT, SE, AL, PB, RN, CE, PI, MA, PA, AM, RO, AC, RR, AP e DF)
- Final/Jogo de volta - Palmeiras 1(4)–1(3) Corinthians - 8 de agosto (Sáb) - 16:30 (transmitido para os Estados de AC, AL, AP, AM, CE, ES, GO, MA, MT, MS, MG, PA, PB, PR, PE, PI, RJ {somente para a região de Resende}, RN, RS, RO, RR, SC, SP, SE, TO e DF)

#### Transmissões na TV aberta por time
| Clube               | 1ª fase | (QF, SF e F) | Total |
| ------------------- | ------- | ------------ | ----- |
| Corinthians         | 4       | 3            | 7     |
| Palmeiras           | 4       | 3            | 7     |
| São Paulo           | 4       | 0            | 4     |
| Ituano              | 2       | 0            | 2     |
| Mirassol            | 1       | 1            | 2     |
| Santo André         | 1       | 1            | 2     |
| Botafogo-SP         | 1       | 0            | 1     |
| Guarani             | 1       | 0            | 1     |
| Inter de Limeira    | 1       | 0            | 1     |
| Ponte Preta         | 1       | 0            | 1     |
| Red Bull Bragantino | 1       | 0            | 1     |
| Santos              | 1       | 0            | 1     |